# تلقیح ترس
تلقیح ترس (به انگلیسی: Fear Inoculum) پنجمین آلبوم استودیویی گروه موسیقی تول در سبک راک است. این نخستین آلبوم گروه پس از سیزده سال است که به دلیل مشکلات خلاقانه، شخصی و حقوقی اعضای گروه پس از آلبوم ۱۰٬۰۰۰ روز در سال ۲۰۰۶با آن روبرو شده ارایه شده‌است. این آلبوم در تاریخ ۳۰ اوت ۲۰۱۹ منتشر شد.